# 박지우 (스피드스케이팅 선수)
박지우(朴智玗, 1998년 10월 27일~)는 대한민국의 스피드스케이팅 선수이다. 주 종목은 장거리와 매스스타트로 2018년과 2022년 동계 올림픽에 대한민국 국가대표로 참가했다.